# Palau de Rundāle
El Palau de Rundāle (en letó: Rundāles pils; en alemany: Schloss Ruhental, anteriorment també anomenat Ruhenthal i Ruhendahl) és un dels palaus barrocs més importants construïts pels Ducs de Curlàndia en el territori de l'actual Letònia, juntament amb el Palau de Jelgava. Situat a la localitat de Pilsrundale, a 12 km a l'oest de Bauska, el palau i els jardins dels voltants són ara un museu.

## Història
El palau va ser construït com a residència d'estiu per a Ernst Johann von Biron, duc de Curlàndia i Semigàlia, en dos períodes: 1736-1740 i 1764-1768, sota la direcció de l'arquitecte italià Francesco Bartolomeo Rastrelli.
Durant la Primera Guerra Mundial, l'exèrcit imperial alemany va instal·lar-hi un hospital de campanya. Durant els disturbis després de la caiguda de l'Imperi Rus, les tropes de Pavel Bermondt-Avalov van ocupar Rundāle i van causar greus danys a l'edifici.
Després de la independència del nou estat de Letònia, i d'acord amb la reforma agrària, el castell va ser confiscat i nacionalitzat. Malgrat el seu lamentable estat de conservació es va convertir en una escola i en apartaments. El 1933 va ser donat als museus de Letònia que, a poc a poc, van anar rehabilitant-ho. No va ser fins al 1972 que les autoritats van crear-hi un museu i les rehabilitacions es van reprendre fins a la seva finalització el maig del 2014.

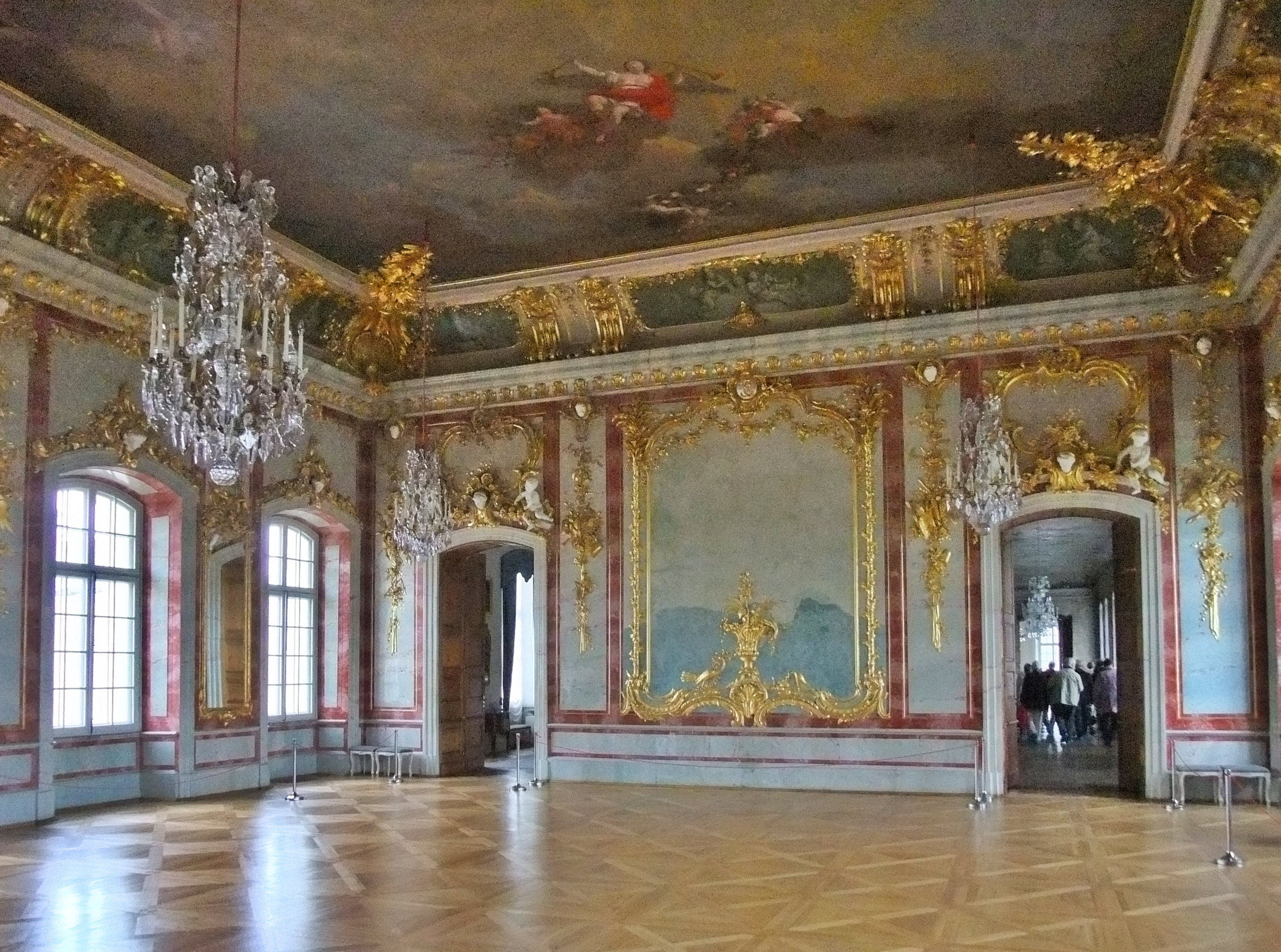
Saló interior
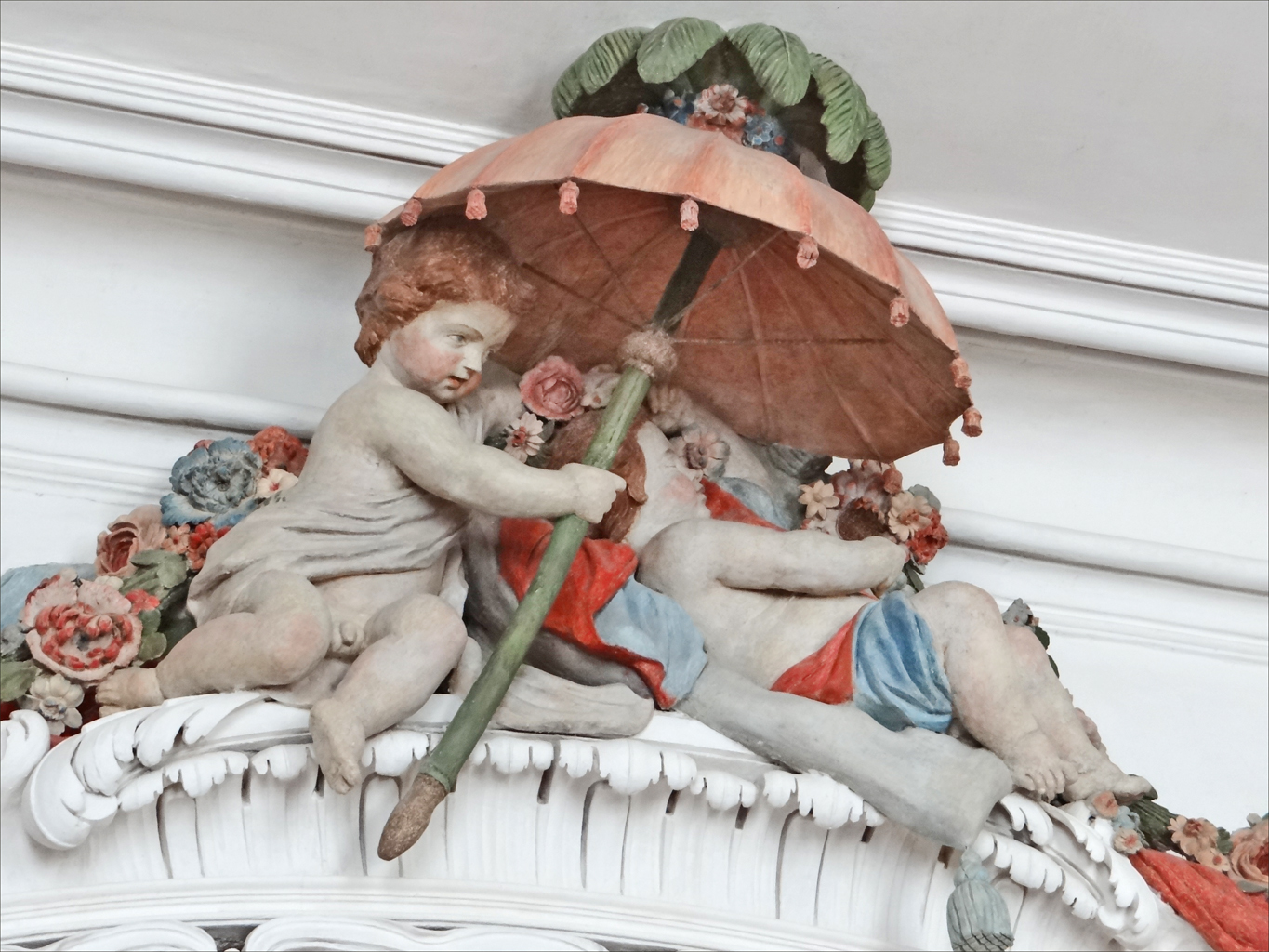
Decoració d'una cambra
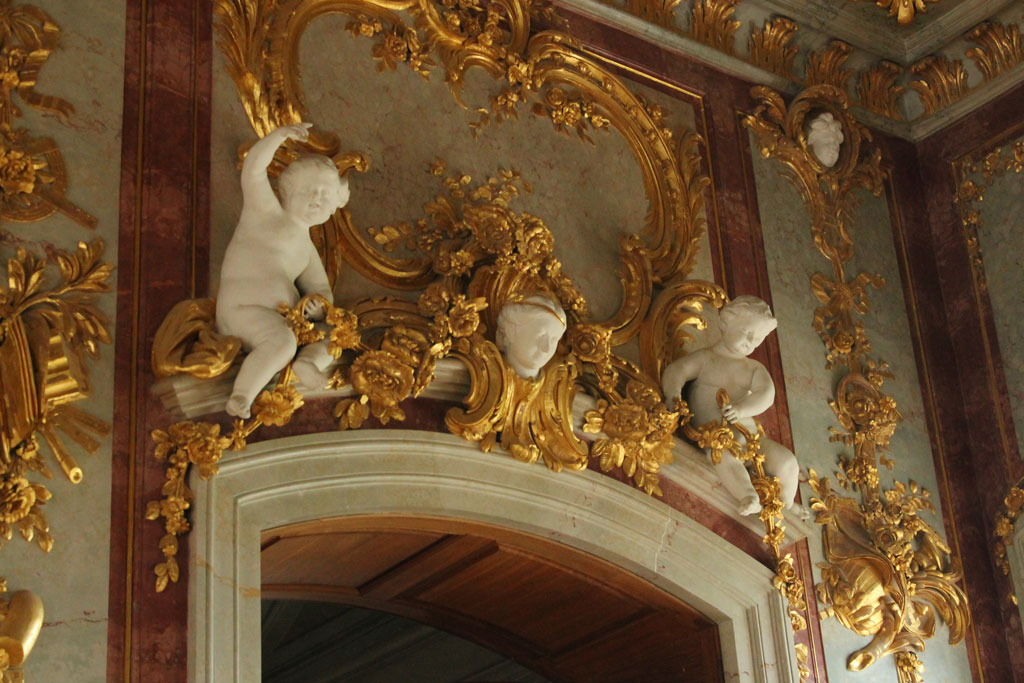
Exemple de decoracció interior del palau
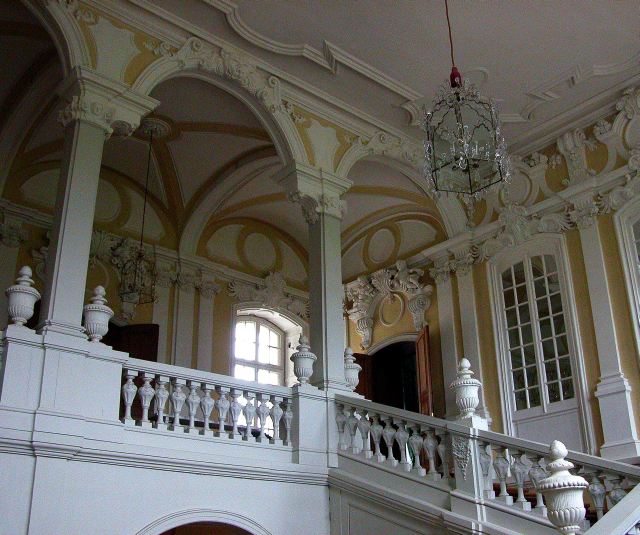
Escala interior